# Yellville
Yellville é uma cidade localizada no estado americano de Arkansas, no Condado de Marion.

## Demografia
Segundo o censo americano de 2000, a sua população era de 1312 habitantes.
Em 2006, foi estimada uma população de 1372, um aumento de 60 (4.6%).

## Geografia
De acordo com o United States Census Bureau, a localidade tem uma área de 6,6 km², sem área coberta por água. Yellville localiza-se a aproximadamente 267 m acima do nível do mar.

## Localidades na vizinhança
O diagrama seguinte representa as localidades num raio de 24 km ao redor de Yellville.